# William Rossier
William Rossier (* 1942) ist ein Schweizer Diplomat.

## Leben
William Rossier wurde im Jahr 1942 geboren. Er studierte Wirtschaftswissenschaften an der Universität Lausanne. Er war der Ständige Vertreter der Schweiz beim GATT, bei der EFTA und der UNCTAD, sowie der WTO. Dies war er bis zum 31. August 2000. Er trat dann am 1. September 2000 die Nachfolge von Kjartan Johannsson als EFTA-Generalsekretär an. Sein Nachfolger als Ständiger Vertreter wurde Jean-Louis Girard. Das Amt des Generalsekretärs der EFTA übte er bis 2006 aus, sein Nachfolger wurde Kåre Bryn.
In der WTO war er von 1995 bis 1996 Vorsitzender des Allgemeinen Rates.